# Jianglou
Jianglou (kinesiska: 姜楼镇, 姜楼) är en köping i Kina. Den ligger i provinsen Shandong, i den östra delen av landet, omkring 79 kilometer nordost om provinshuvudstaden Jinan.
Genomsnittlig årsnederbörd är 743 millimeter. Den regnigaste månaden är juli, med i genomsnitt 291 mm nederbörd, och den torraste är mars, med 6 mm nederbörd.